# Rosebery Rolle
Rosebery Rolle ist ein verzierter Psalter in mittelenglischer Sprache aus dem 14. oder 15. Jahrhundert.
Er besteht aus 193 Pergamentblättern und enthält die Psalmen in der Übersetzung von Richard Rolle mit den Oden und einem Kommentar des Übersetzers.
Die Blätter sind 29,3 cm × 19,5 cm groß und zweispaltig mit je 40 Zeilen in Textura- und Anglicana-Schrift geschrieben. Es sind drei Schreiber erkennbar. Es gibt drei verzierte Initialen.
Der Psalter wurde wahrscheinlich um 1380 in einem Frauenkloster im nordwestlichen Yorkshire angefertigt.
1836 wurde er aus dem Nachlass des Orientalisten und methodistischen Geistlichen Adam Clarke versteigert. Nach drei weiteren Besitzern wurde er 1929 vom damaligen Premierminister Archibald Primrose, 5. Earl of Rosebery ersteigert. 2009 wurde die Handschrift bei Sotheby’s angeboten und von der Green Collection in Oklahoma erworben. 2017 soll sie in das neue Museum of the Bible in Washington übergehen.